# Мухтаров, Юсиф Мехти оглы
Мухтаров Юсиф Мехти оглы (азерб. Yusif Mehdi oğlu Muxtarov; 23 апреля 1941, Сабирабадский район — 26 апреля 2010) — актёр, театральный деятель. Народный артист Азербайджана (2002).

## Биография
Юсиф Мехти оглы Мухтаров родился 22 июля 1941 года в селе Кюр Сабирабадского района. Юсиф Мухтаров окончил Московский институт народного хозяйства им. Г. В. Плеханова, а затем Азербайджанский государственный университет культуры и искусств. С 1964 года начал свою трудовую деятельность на Азербайджанском государственном радио и телевидении в должности диктора. Работал на различных должностях в редакции социально-политических передач, был главным редактором редакции, руководителем литературного отдела дикторов до 1994 года. В 1991 году ему было присвоено звание Заслуженный артист Азербайджана.
С 1992 по 2010 год он занимал должность исполнительного директора Бакинского муниципального театра.
Юсиф Мухтаров создал множество запоминающихся образов во многих фильмах и телевизионных шоу. Среди них роли в фильмах «Странный человек» по Назыму Хикмету, «Два брата» М. Ю. Лермонтова, «Вагиф» Самеда Вургуна, «Счастливчики» Сабита Рахмана, «Первый день праздника» по Назыму Хикмету, «Дуэль» Мара Байчиева, «Моя первая любовь в Балададаше», «Убийство в ночном поезде». Его голос звучит в более чем 350 художественных произведениях в золотом фонде азербайджанского радио. Его голос использован в озвучивании более тысячи фильмов на азербайджанском языке. Его голос увековечен на двух золотых дисках ЮНЕСКО.
Юсиф Мухтаров внес беспрецедентный вклад в создание и развитие Бакинского муниципального театра, а также представление азербайджанской театральной культуры за границей.
В 2005 году он был удостоен премии «Гызыл дервиш (Золотой дервиш)» от Ассоциации театральных работников за регулярные и постоянные выступления театра перед азербайджанской армией.
В 1999 году он был удостоен золотой медали Военно-воздушной академии в Стамбуле, а в 2003 году — золотой медали на Международном театральном фестивале в Тегеране. 7 ноября 2002 года указом Президента Азербайджана, по случаю 10-летия Бакинского муниципального театра, Юсифу Мухтарову было присвоено почётное звание Народный артист Азербайджана.
Юсиф Мехти оглы Мухтаров скончался 26 апреля 2010 года от сердечной недостаточности.

## Семья
Жизненным партнером актёра была актриса, народная артистка Азербайджанской ССР Амалия Панахова.
Сын Ильгар Мухтаров — дипломат, с 14 апреля 2009 года по 27 января 2016 года Чрезвычайный и полномочный посол Азербайджана в Мексике, а также в Коста-Рике, Гватемале, Колумбии, Панаме, Перу и Гондурасе .

## Фильмография
1. Страницы жизни (фильм, 1974)
2. Его бедовая любовь (фильм, 1980)
3. Убийство в ночном поезде (фильм, 1990)(роль: Пахан)